# A lateráni egyházi épületegyüttes
Laterán, vagy Laterano Róma több épületének összefoglaló neve. A névadó tulajdonos a Római Birodalomban élt Lateranus család. A Lateránok elvesztették tulajdonukat, mert Konstantin császár elvette tőlük és 311-ben a katolikus egyháznak adta. A lateráni székesegyház a kereszténység legkorábbi bazilikája. Az épületegyüttes bár Olaszország része, a Szentszék tulajdonába került az 1929-es lateráni egyezmény eredményeképpen.
A lateráni épületegyüttes adott otthont, székhelyet és főtemplomot a pápáknak, mielőtt Avignonba, majd pedig a Vatikán területére tették át székhelyüket. Az itt található épületek és a bennük felhalmozódott felbecsülhetetlen értékű és jelentőségű műkincs révén méltán váltak a mai Rómát felkereső hívők, művészek és művészetkedvelő turisták zarándokhelyévé.

## A pápák Rómája

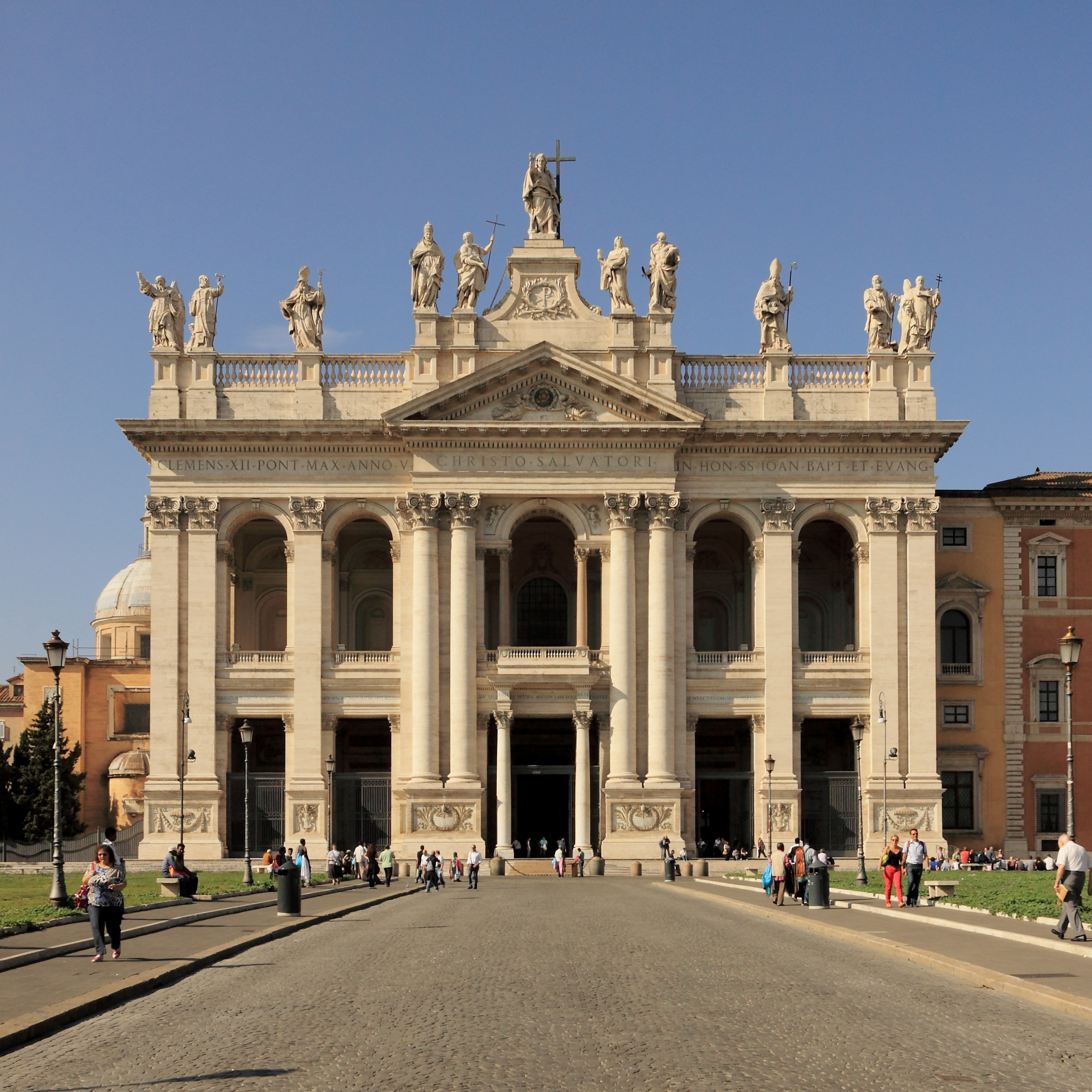
Piazza di Porta San Giovanni

1590-ben V. Szixtusz pápa (1585-1590) a következőket írta: ,,Rómának, a boldogságos Péter, az apostolok fejedelme megingathatatlan székhelyének és tiszteletet parancsoló trónusának, a keresztény hit otthonának, minden hívő ember közös hazájának, valamennyi, a világ minden tája felől feléje tartó nemzet biztos kikötőjének, nemcsak Isten óvó kezére, s a szent és spirituális erőre van szüksége, hanem arra a szépre is, amelyet a materiális díszítmények és gazdagság nyújthat. Ennélfogva pápaságunk kezdete óta egyetlen pillanatra sem veszítettük szem elől e város polgárainak és egyéb lakóinak közös és magán természetű szükségleteit, s azon voltunk, hogy növeljük lakónegyedeikben a templomok és a magánépületek számát, megújítva a régieket, és felépítve az újakat, mindezt a mindenható Isten dicsőségére és a Szentszék hírnevének gyarapítására. Akaratunk az volt, hogy minden erőnkkel a maga nagyságában és szépségében őrizzük meg ennek a városnak az egészét."
A XVIII. század pápai politikája sem távolodott el V. Szixtus akaratától. Róma a század folyamán gazdagodott: nagy városfejlesztéseket hajtottak végre, és látványos kultikus építményeket fejeztek be. A Lateráni Szent János-bazilika új homlokzatot kapott, míg a Sant Ignazio-templom elé új teret terveztek. A San Giovanni dei Fiorentini, a Santa Maria dell' Orazione e della Morte-templom, valamint a Santa Maria Maggiore bazilika pedig új homlokzattal gazdagodott.
Maga a Lateráni épületcsoport – amely a középkorban még nagyobb terjedelmű volt – a tér déli részén a Battisteróval kezdődik, majd a főtemplom oldalhajójának árkádsoros bejárata után a pápai palota következik; a bazilika főhomlokzata a palota mögötti túlsó térre néz.

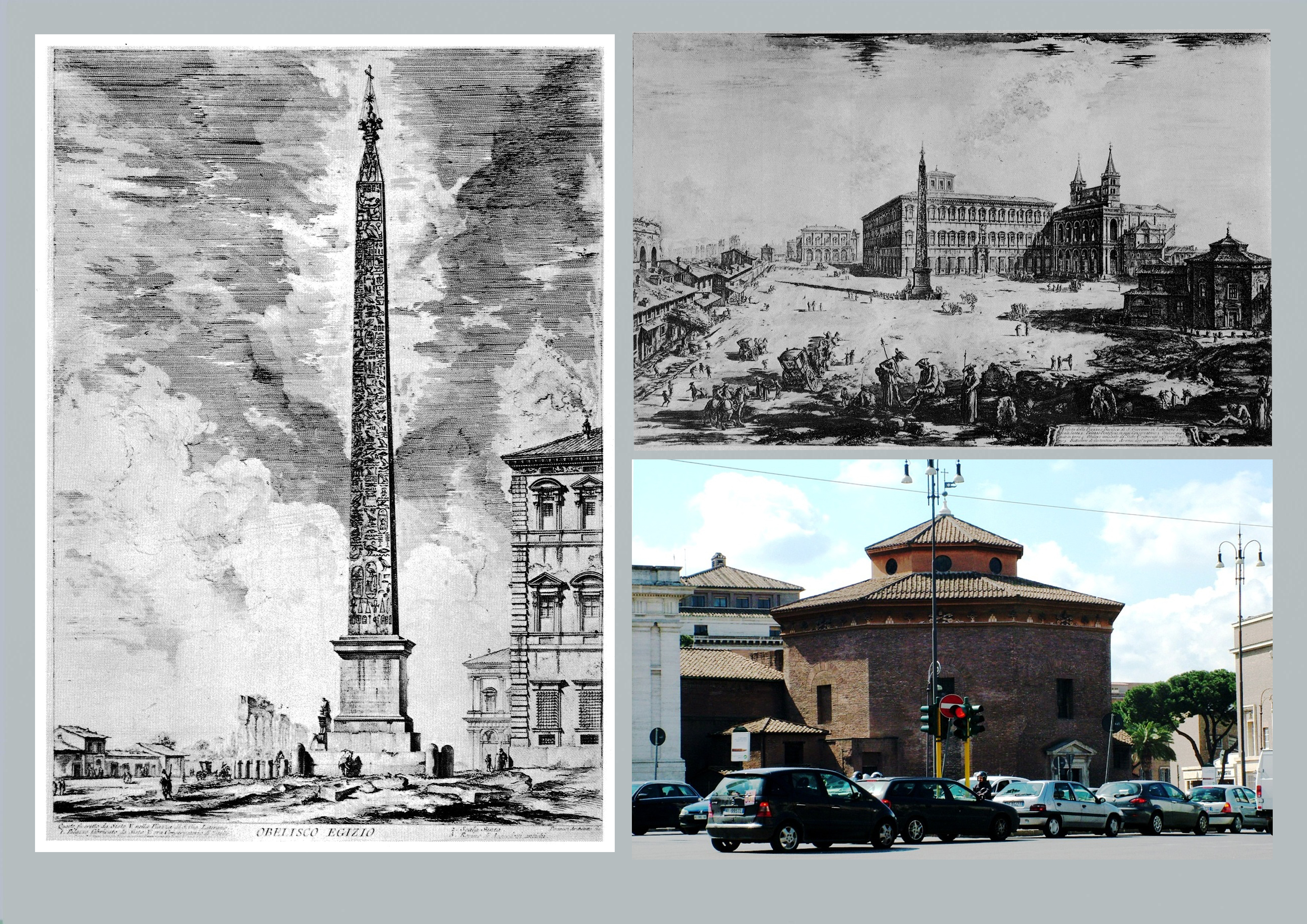
Piranesi: P. di S. Giovanni in Laterano (1764)

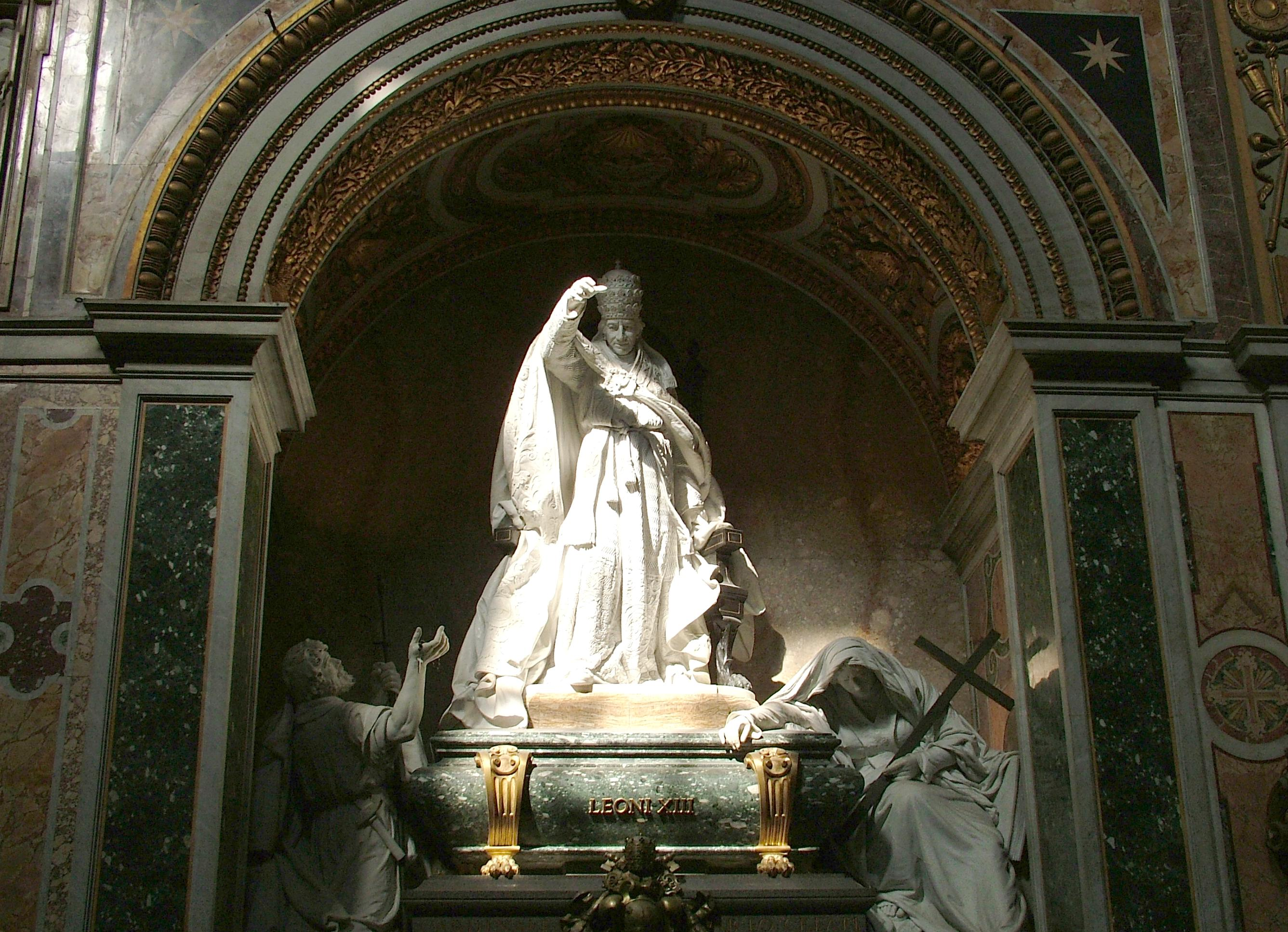
XIII. Leó síremléke

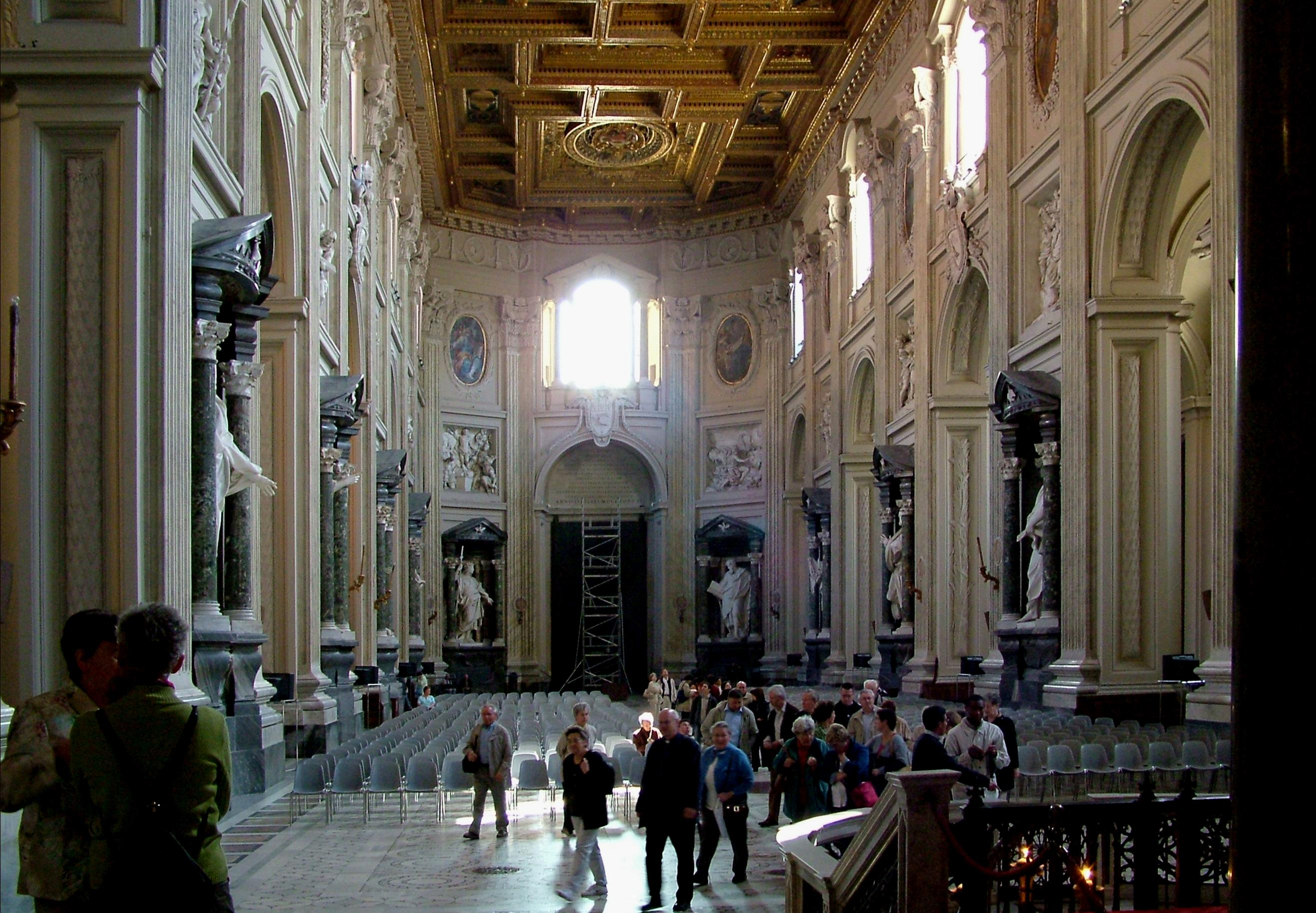
A székesegyház főhajója

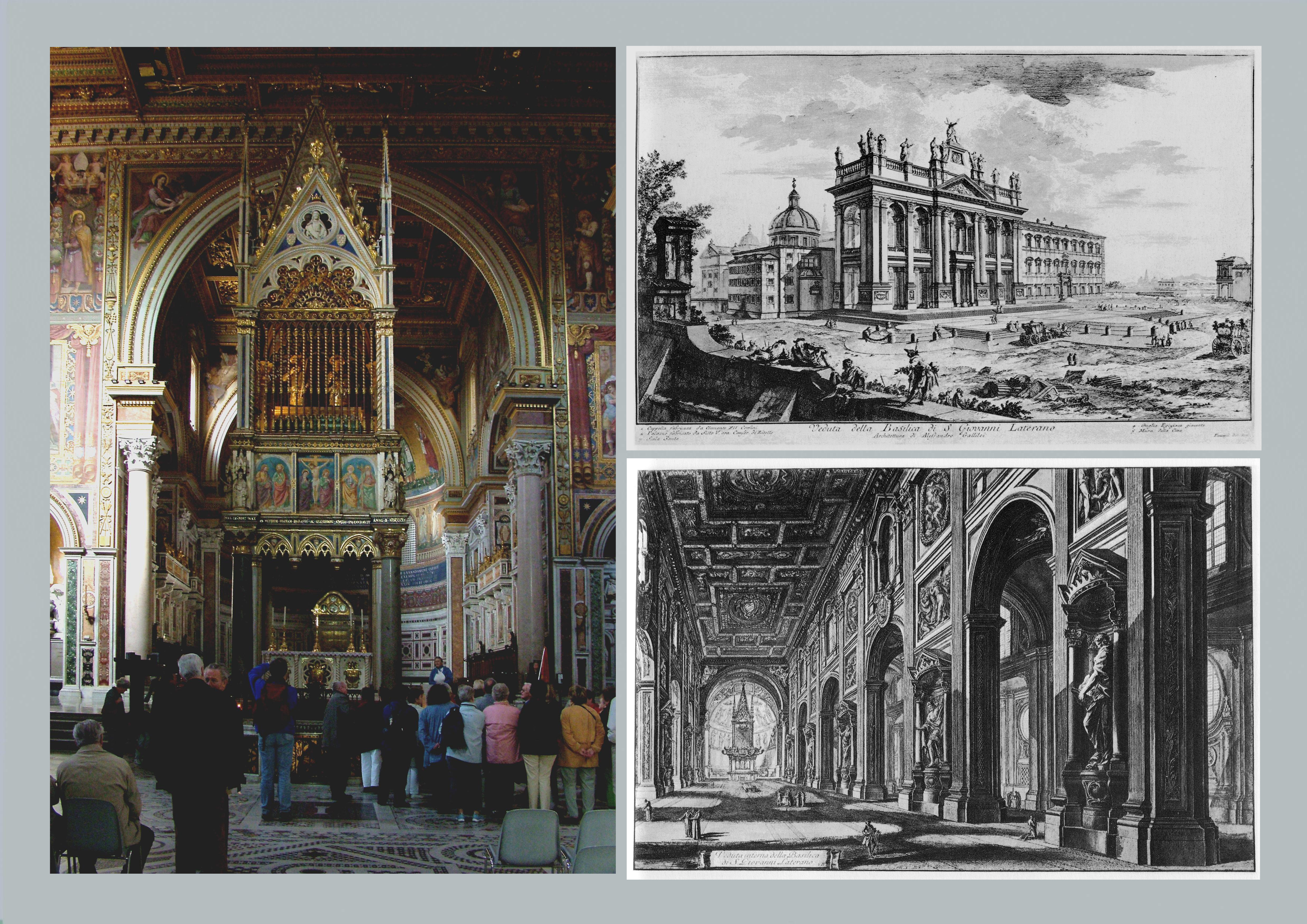
S. Giovanni in Laterano

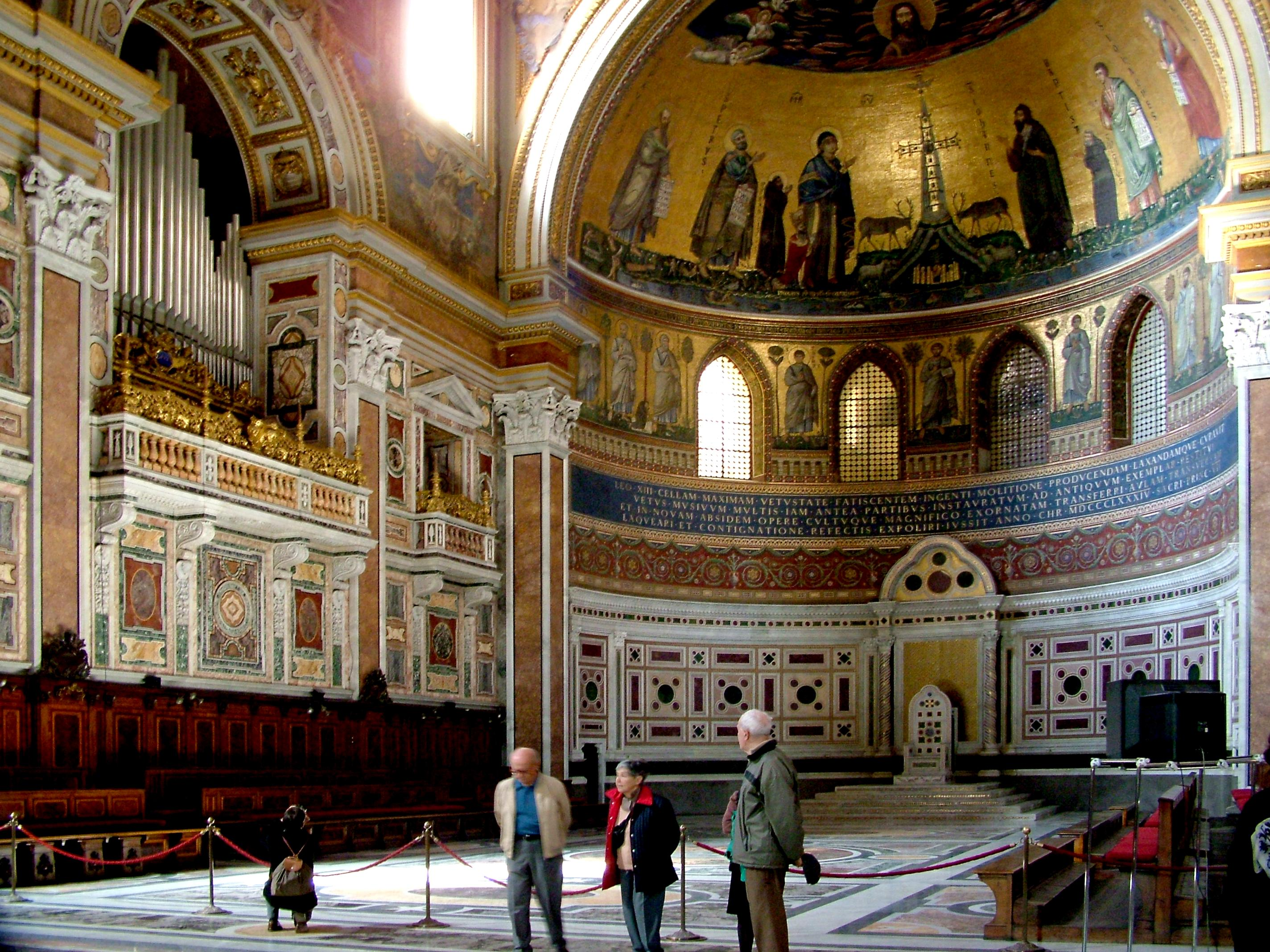
Apszis és kórus

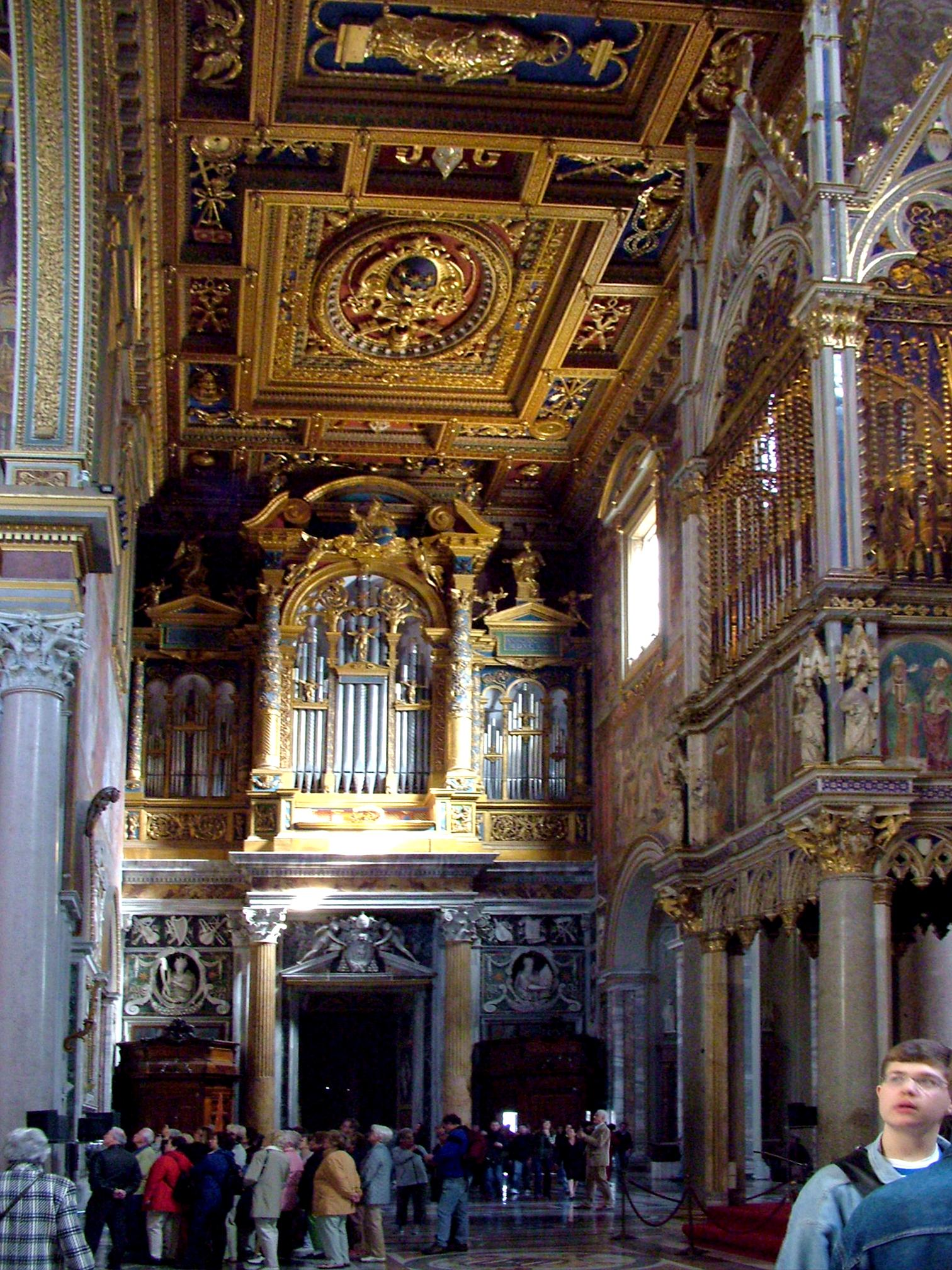
Kereszthajó

## A Piazza di S. Giovanni in Laterano
A Lateráni-bazilika, s a hozzá épült palota, a pápaság egykori székhelye előtt, a négyszögletes Piazza di S.Giovanni in Lateranon a IV. Thotmesz fáraónak (i. e. XV. század) csaknem négyezer éves egyiptomi obeliszkje áll, melyet Augustus egy 300 evezős gályán szállíttatott annak idején Rómába, majd a Circus Maximusban állíttatott fel. V. Szixtusz idején találták meg a föld mélyében – három darabra törve – a pápa 1588-ban állíttatta fel a mai helyén.

## Battistero S. Giovanni in Laterano
A Battisterót (vagy S. Giovanni in Fonte, illetve: Szt. János-keresztelőkápolna) Valószínűleg egy régi római nymphaeumból alakították át. Mindenesetre még római császárkori alapokon épült és az 5-6. században nyerte el mai nyolcszögletű formáját. Egy másik álláspont szerint 440 körül emelték. Nyolcszögletű belső tere a legérdekesebb ókori emlékek közé tartozik. Belsejét nyolc antik piros porfíroszlop díszíti, melyeken további nyolc kisebb fehér márványoszlop tartja a késő barokk stílusú kupolát. A Keresztelő Jánosról elnevezett bronzkapuja még 5. századi, a János evangélistáról elnevezetté 12. századi. Figyelemre méltóak a 7. századi mennyezetmozaikok is.
A belső térben, középen nagy, kerek medence volt. Abban az időben még felnőtt korban, alámerítéssel kereszteltek, vagyis meztelenül merítették vízbe a neofitákat (keresztségre várókat, más szóval az új hitre térőket). Ezért az oldalsó kápolnahelyiségekben különítették el a férfiakat a nőktől. Ezek, az épülethez csatlakozó kis kápolnák is igen szépek.  

## A Lateráni Palota
A Lateráni Palota (latinul: Palatium Lateranense; olaszul: Palazzo del Laterano), hivatalosan a Lateráni Apostoli Palota (latinul: Palatium Apostolicum Lateranense), a Római Birodalom ősi palotája, később pedig a fő pápai rezidencia Róma déli részén.
A Lateráni Szent János téren, a Caelian-dombon található palota a Lateráni Szent János Főbazilikával, Róma székesegyházával szomszédos. A gazdag lateráni (Laterani) család birtokolta a palotabirtokot a Római Birodalom idején, és a birtok végül Konstantin császár kezébe került. A negyedik századtól a palota a pápák fő rezidenciája volt, és ez így is volt körülbelül ezer évig, mígnem az apostoli rezidencia végül a közeli Vatikánba költözött. A palotát jelenleg a Vatikáni Történeti Múzeum használja, amely a pápai államok történetét mutatja be. A palotában találhatók a római vikáriátus irodái is, valamint a bíboros vikárius, a pápa küldötte az egyházmegye napi igazgatásáért. 1970-ig a palota a Lateráni Múzeum fontos gyűjteményeinek is otthont adott, jelenleg a Vatikáni Múzeumok más részei között.
Az 1929-es lateráni szerződést követően a palota és a szomszédos bazilika a Szentszék területén kívüli tulajdona.
Az elő-története
A Laterano-bazilika San Giovanni székhelyét a korai Római Birodalom idején a Plautii Laterani család lakta. A laterániak több császárnál szolgáltak adminisztrátorként; állítólag ősük, Lucius Sextius Lateranus volt az első plebejus, aki elérte a konzuli rangot i.e. 366-ban. Az egyik lateráni, Plautius Lateranus konzul-jelölt arról vált híressé, hogy Néró a császár elleni összeesküvéssel vádolta meg. A vádemelés vagyonának elkobzását és újrafelosztását eredményezte.
Nagy Konstantin korában
A Domus Laterani akkor került a császár birtokába, amikor I. Konstantin feleségül vette második feleségét, Faustát, Maxentius nővérét. 312 körül Konstantin lerombolta a palotával szomszédos császári őrség lóvardáját, amelyet ekkor már Domus Faustaeként vagy „Fausta házaként” ismertek mivel az equites singulares Augusti(lovassági parancsnok) támogatta Maxentiust Constantine ellen. Megbízta a Laterano-i Basilica di San Giovanni építését a helyszínen.
A Domus Lateranit végül I. Konstantin átadta Róma püspökének. Úgy tartják, hogy ez Miltiades pápa pápasága idején történt, még időben, hogy otthont adjon a 313-as püspöki szinódusnak, amelyet azért hívtak össze, hogy kihívják a donatistákat.
Ahogy Bizánc egyre kevésbé tudott segíteni a lombard betörések megelőzésében, a pápaság függetlenebbé vált a Birodalomtól. A nyolcadik század eleje előtt a római püspökök rezidenciáját nem palotának, hanem "lateráni patriarchátusnak" (patriarchium) nevezték. A lateráni patriarchátus igazi palotává való felújításának ösztönzése egy olyan birodalmi rezidencia létrehozása volt, amelyből a pápa nemcsak szellemi, hanem világi hatalmat is gyakorolhat.
A római Lateránban található pápai palotát a nyolcadik század végén I. Hadrianus pápa (772–95) és III. Leó pápa (795–816) bővítette ki. I. Hadrianus pápa átalakította a bejárati lépcső melletti karzatot (Zaccaria karzata), és egy másik tornyot emelt mellé, amely lakótérként funkcionált. Ezt a karzatot alamizsnaosztásra használták, és itt állt a Capitoliumi Farkas szobra és a Lex de imperio Vespasiani asztalok is.
III. Leó pápa 800 körül épített két tricliniát (az elsőt egyszerűen Triclinium vagy triclinium maius néven, míg a másodikat Aula Concilii néven ismerik), hogy a pápai szertartás szíveként szolgáljanak. Építészetileg a bizánci császári épületekre emlékeztettek Konstantinápolyban. Mindkét triklinia mozaikokkal és szökőkutakkal volt díszítve, és pápai szertartások, bankettek és találkozók helyszíne volt. A díszítések kifejezetten politikai témájúak voltak, és a pápai hatalom és tekintély szimbólumaként szolgáltak.
III. Leó és utódja, I. húsvét (817–24) a Sancta Sanctorum-ot (a „Szentek Szentje”, a pápai magánkápolna) új, drágaköves ereklyetartókkal és a Frigyláda mintájára kialakított ereklyetartó ládával díszítették fel, amely Róma legszélesebb emlékeit tárolta. értékes ereklyék. A 820-as évek környékén a Liber Pontificalis palotának, palatiumnak kezdi nevezni a komplexumot.
A X. században III. Szergiusz egy katasztrofális tűzvész után helyreállította a palotát, később pedig III. Innocentus jelentősen feldíszítette. Ez volt a legnagyszerűbb időszaka, amikor Dante úgy beszél róla, mint minden emberi teljesítményről. Ebben az időben a piazza közepét az Annibaldi család palotája és tornya foglalta el.
Az avignoni pápaság idején
A palota helyzete megrendült, amikor a francia párti pápák Avignonba távoztak Rómából.
Két pusztító tűzvész 1307-ben és 1361-ben helyrehozhatatlan károkat okozott, és bár Avignonból hatalmas összegeket küldtek az újjáépítésre, a palota soha többé nem nyerte el korábbi pompáját. A palotának ezen a ponton gótikus építészeti elemei voltak. Amikor a pápák visszatértek Rómába, először a Santa Maria in Trastevere-bazilikában, majd a Santa Maria Maggiore-bazilikában laktak, végül pedig a Vatikánba tették át a lakhelyüket. A szintén Konstantin által épített Szent Péter-bazilika addig elsősorban zarándok templomként működött. V. Szixtus, aki többet foglalkozott az észszerűsített várostervezéssel, mint a régiségek megőrzésével, 1586-ban elpusztította a lateráni ősi palotából még megmaradt darabokat, csak a Sancta Sanctorumot őrizve, és a helyére emelte a jelenlegi, jóval kisebb építményt, amelyet kedvence, Domenico Fontana építész tervezett.
A térbe mélyen benyúló Lateráni Palota mai formájában a 16. század végén épült. Mestere, Domenico Fontana azt a megbízást kapta, hogy Sangallónak a Farnese-palotához készített eredeti tervét vegye mintául. A pápák nem költöztek be, mert akkoriban a vidék már erősen szenvedett a trópusi maláriától. 1840 és 1962 között múzeum működött a palotában. Anyagát 1970 óta a Vatikáni Képtár melletti új múzeumépületben mutatják be.

## A S. Giovanni in Laterano bazilika
A reneszánszig a kereszténység főtemploma volt, ma is a római püspök székesegyháza, a hét főszékesegyház-, illetve a négy patriarchális bazilika egyikének számít. Többször leégett, többször átépítették.

### Építészeti kialakítása
A hatalmas, öthajós ókeresztény bazilikának jóformán csak az alaprajza maradt meg. X. Ince pápa megbízásából a különc barokk mester, Borromini 1650-ben teljesen kora képére alakította át. A 16 m széles, 87 m hosszú főhajó antik oszlopsorai köré pilléreket épített, s az azokban kialakított fülkékben elhelyezett nagy barokk szobrok áldrámai mozgalmassága űzi el az ókeresztény egyház hangulatát.
A főhajót záró nagy apszis és középkori mozaikképei szerencsére átélték a sok tűzvészt és átalakításokat. Az apszis és a négyezeti tér közé eső – mai megjelenésében – gyönyörűen díszített kórus átalakítása és díszítése megtervezésével korábban Piranesi-t bízták meg, ez azonban nem valósult meg.

### Az épület díszítményei
Az apszisbeli boltív tetején a Megváltó óriási mellképe angyalok között. Alatta egy dombból kiemelkedő nagy kereszt és jelképes „Új Jeruzsálem" látható, a négy evangéliumot szimbolizáló folyóval. A kereszt lábánál Mária látható apostolokkal, Szt. Antallal, Szt. Ferenccel és a képet megrendelő IV. Miklós pápa pápával (1288-92), aki megválasztása előtt szintén ferences szerzetes volt. Lejjebb, az apszis csúcsíves ablakai között apostolok képei; a mellettük térdeplő két jóval kisebb alakú ferencrendi barát egyike a mozaikok mestere, Torriti- kezében zománcozó szerszámmal, és a másik a segédje. Valószínű, hogy Torriti csak részben alkotta, részben pedig restaurálta a mozaikokat. Krisztus alakja és a folyók virágos rétje a gyermekekkel, madarakkal a IV. század stílusára vall.
A fő- és kereszthajók alkotta négyezeti térben emelkedő nagy gótikus márvány tabernákulum (1367) rejti Péter és Pál apostolok koponyáit. Sajnos, ez a középkori építmény is átalakítást szenvedett a XIX. században.
Magyar vonatkozású a második pilléren, II. Szilveszter pápa sírja felett a szent korona küldéséről 1909-ben készített dombormű(Damkó József műve). A dombormű elhelyezését a magyar püspöki kar kezdeményezte.
A jobb első oldalhajó első pillérén helyeztek el egy Giotto-nak tulajdonított freskót, mely egykor az áldás-loggiát díszítette. VIII. Bonifác pápát ábrázolja, aki elsőnek használta a „Szt. Péter helytartója" helyett „Krisztus földi helytartó¬ja" címet. A képen az 1300-as szentévet nyitja meg. Akkor, tekintélye tetőpontján, százezernyi zarándok és fejedelmek ünneplésének középpontjában állott. Mire a kép elkészült, a főurak már megfosztották a pápai tróntól.
A negyedik pillérrel szemben szép kozmatikus stílusú síremlék található. A Borromini által kialakított, pillérekbe mélyített fülkékben egyházatyák szobrai nyertek elhelyezést.    
A gazdagon aranyozott kazettás mennyezet égszínkék és bíborvörös színei még késő reneszánsz szellemet árasztanak (1562-1567).

### Capella Corsini
A bazilika legpompásabb kápolnája (színes márványokkal borított), melyet XII. Kelemen pápa emeltetett a főhomlokzatot tervező Galileivel (1734) egy szentté avatott családtagja tiszteletére. A pápa sírja antik porfír kád, Agrippa termáiból való.

### A székesegyház külső képe
Az obeliszk terére nyíló kereszthajó homlokzatának finom, emeletes loggiáit – a régi áldás-loggiát – Domenico Fontana építette újjá, nemesen egyszerű reneszánsz stílusban. Az árkádsort szép kovácsoltvas rács zárja le. (Itt is beléphetünk a bazilikába).
A Porta S. Giovanni Laterano tágas terére a nagyarányú barokk homlokzat alatti főkapun lépünk ki. A mai homlokzatot XII. Kelemen pápa megbízásából 1743-ban emelte Alessandro Galilei, a barokk utolsó nagy római építésze. A nagyvonalú, harmonikus loggiasor szépségét még annak is meg kell csodálnia, akit a barokk művészet hidegen hagy. A loggiasor fölött a templom címét hirdeti a felirat:
 „Omnium ecclesiarum Urbis et Orbis mater et caput” 
(a Város és a Földkerekség minden templomának anyja és feje).

### A főhomlokzat
Mindössze két évvel azt követően, hogy a Corsini-házból való XII. Kelemen (1730-40) a pápai trónra lépett, versenyt hirdetett a Lateráni Szent János-bazilika új homlokzatának megtervezésére, amelyen a korszak számos építésze vett részt. A győztes a firenzei Alessandro Galilei lett egy olyan tervvel, amelyet szigorú klasszicizmus jellemzett:)oszlopsor alkotta árkádját, amely pontosan követi a templomhajókat, a kései római cinquecento építészete ihlette. A homlokzat előtt rövid lépcsősor emelkedik, az árkádsor felett pedig loggia teszi teljessé a képet. A loggia fent gerendasorban végződik, központi timpanonnal és mellvéddel, amely végighúzódik a bazilika teljes hosszán. Tizenkét szobor emelkedik itt, szenteké és egyházatyáké, ők az áldást osztó Jézust veszik körül. A munkálatokat három év alatt fejezték be, majdhogynem egyidejűleg a templombelső ismertetésében szereplő Corsini-kápolnával együtt.
Az 56 m széles előcsarnok bal végződésénél Constantinus szobra áll. A középső antik bronzkapu a Forum Romanumról, pontosabban a Curia Juliáról való.   

## A kolostorkert
A bal kereszthajóból nyílik kijárat a templomhoz tartozó gyönyörű XIII. századi kolostorkerthez, melynek változatosan faragott, kozmatikus – berakásos oszlopokkal ékes keresztfolyosója nyújtja azt, amit az óriási bazilikában már hiába keresünk: a régmúlt hangulatát.

## Scala Santa, Sancta Sanctorum és az Exedra

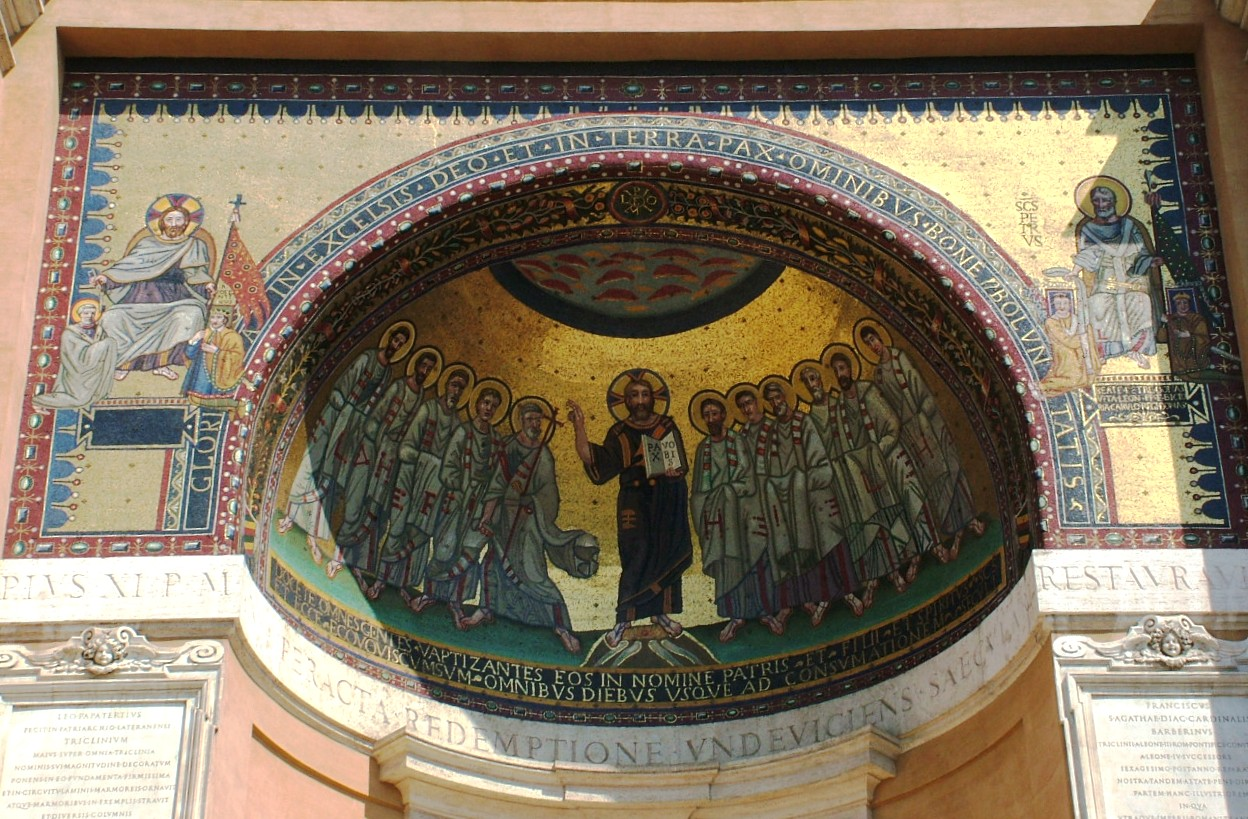
Az exedra mozaikdísze

A főhomlokzattól északra, a Porta S. Giovanni tágas terén külön épület rejti a régi lateráni palota maradványát, a „szent lépcsőt" és a pápák egykori házi kápolnáját. A Scala Santa a hagyomány szerint az a márványlépcső, melyen Krisztust Pilátus elé vezették és amelyet Constantinus anyja, Heléna császárné hozatott Rómába de csak 845-ben állították fel a mai helyén. A lépcső 28 fokát faburkolat borítja, a bennük levő kristállyal fedett lyukak Krisztus vércseppjeinek helyét jelképezik.
A látogatók csak térdepelve haladhatnak a lépcső felső fokáig. (Visszafelé már a kétoldali barokk lépcsőkön lehet lejönni.) A szent lépcső felett van a középkori pápai kápolna, a “Sancta Sanctorum”. Architrávja fölött büszke felirat:
„Nincsen a világon ennél szentebb hely".
A kápolna sok nagyrabecsült ereklyét őriz, köztük Lukács evangelistának a legenda szerint sajátkezűleg festett Krisztus-képét, melyet angyalok fejeztek be. A Scala Santa épületéhez a térre nyíló nagy exedra csatlakozik. Itt akarták elhelyezni az egykori pápai palota fogadótermét díszítő IX. századbeli mozaikokat. Átszállítás közben azonban darabokra törték, és csak emlékezetből másolták le újra. Köztük Nagy Károly koronázásának jelenetét ábrázolót is.

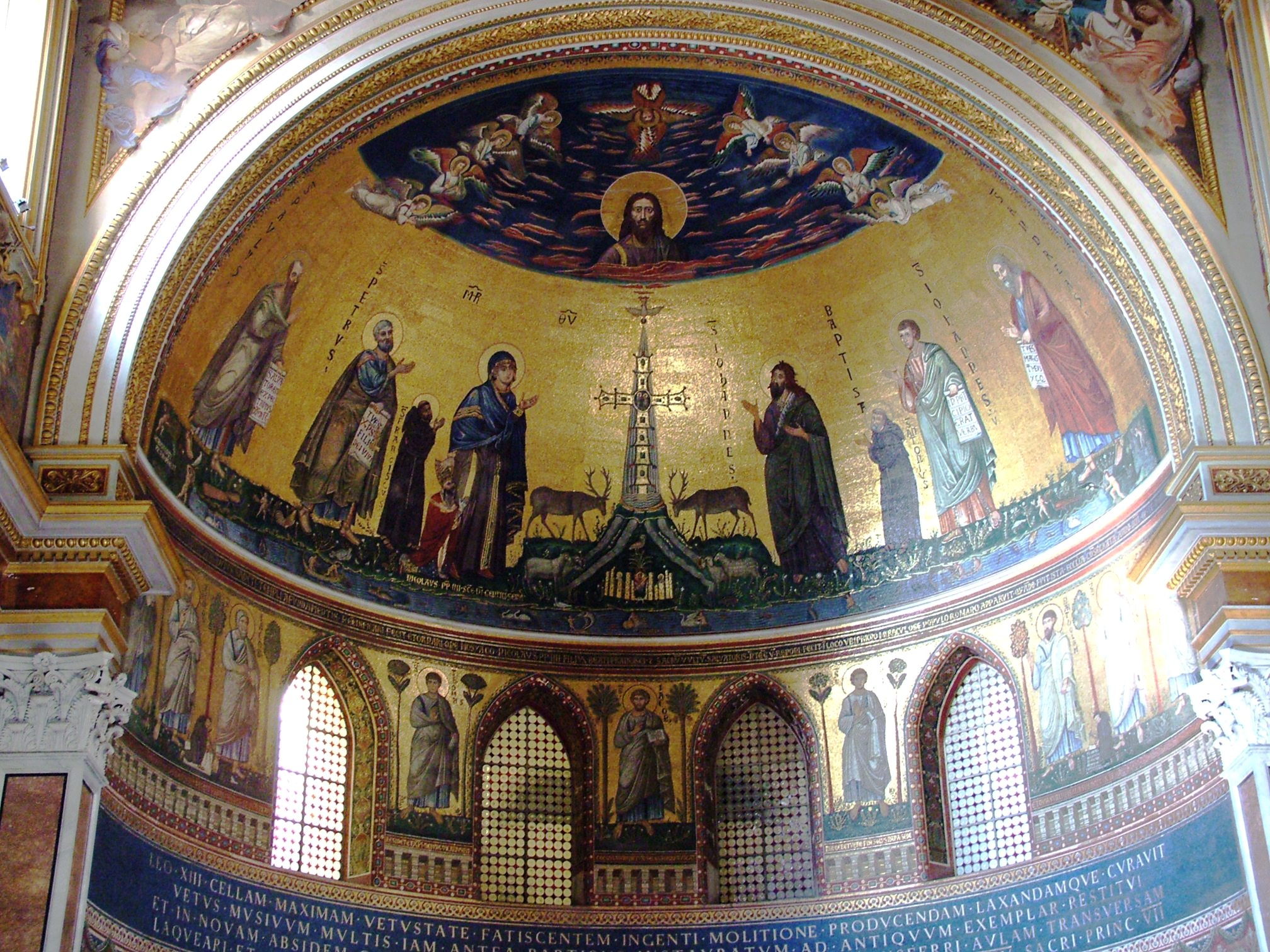
A szentély 12. századi mozaikdíszítése

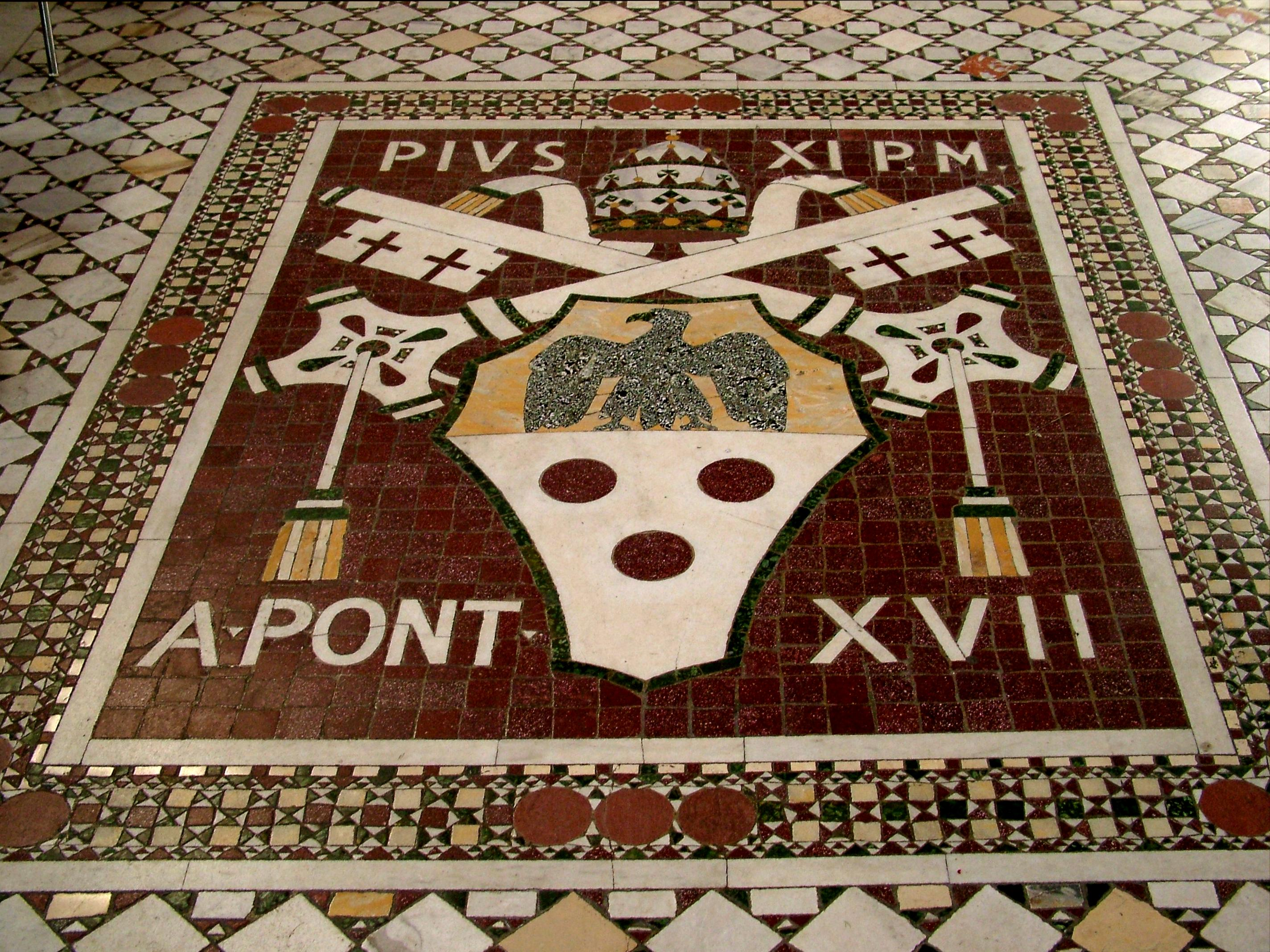
Kozmatikus stílusú padlóburkolat